# 国際連合安全保障理事会決議144
国際連合安全保障理事会決議144（こくさいれんごうあんぜんほしょうりじかいけつぎ144 英: United Nations Security Council Resolution 144）は、1960年7月19日に国際連合安全保障理事会で採択された決議である。国際連合安全保障理事会はキューバとアメリカ合衆国との間にある状況が一層緊張感を増していること、および1951年に設立された国際機関である米州機構においてキューバとアメリカ合衆国との間にある状況を打開するために議論が行われていることを踏まえて、米州機構から報告を受けるまではこの件に関する一切の活動を延期するとした。さらに国際連合安全保障理事会はすべての国に対して、キューバとアメリカ合衆国の2国間に存在する緊張を高めることを控えるように促した。
決議144は9か国の賛成票により採択されたが、ポーランドとソビエト連邦が投票を棄権した。